# Eulophia aurantiaca
Eulophia aurantiaca là một loài thực vật có hoa trong họ Lan. Loài này được Rolfe mô tả khoa học đầu tiên năm 1897.